# Røst (Slesvig)
Røst er en herregård i det nordlige Tyskland, beliggende få kilometer vest for Kappel på halvøen Angel i Sydslesvig. Herregården blev allerede nævnt i Kong Valdemars jordebog fra 1231. Den nuværende hovedbygning er fra henholdsvis 1590 og 1642. Herregården har haft flere skiftende ejere. 
I 1498 blev godset overtaget af familien Rumohr. Mange af familiens medlemmer var i dansk tjeneste. I 1600-tallet ville Ditlev Rumohr gøre Kappels indbyggere til livegne, og det endda efter at kappelborgere lige havde løskøbt ham fra tyrkisk fangenskab. Hans krav om livegenskab førte til en større udvandring fra Kappel. Cirka 100 familier valgte i 1667 at etablere et nyt bysamfund på den lille ø Arnæs i Slien. 
I herregårdens riddersal findes et større vægmaleri med en junker på falkejagt og sætningen Velle at non posse dolendum est.
Under godset hørte også mindre gårde og bebyggelser i omegnen såsom Dotmark, Melby, Gråmark, Grimsnæs, Studebøl og Kappelholt. På tysk skrives navnet enten Röst eller Roest.
Et lokalt folkesagn fortæller om en sten med en mands fodspor ved Røst. Fodsporen henføres ifølge legenden til en grusom greve, som plagede bønderne i omegnen og hvis fod en dag (som straf) blev holdt fast af stenen indtil solnedgangen.